# Champeaux (Seine-et-Marne)
Champeaux is een gemeente in het Franse departement Seine-et-Marne (regio Île-de-France) en telt 774 inwoners (2005). De plaats maakt deel uit van het arrondissement Melun.

## Geografie
De oppervlakte van Champeaux bedraagt 13,0 km², de bevolkingsdichtheid is 59,5 inwoners per km².
De onderstaande kaart toont de ligging van Champeaux (Seine-et-Marne) met de belangrijkste infrastructuur en aangrenzende gemeenten.

## Demografie
Onderstaande figuur toont het verloop van het inwonertal (bron: INSEE-tellingen).

## Geboren
- Willem van Champeaux (ca.1070-1121), filosoof en theoloog